# Ministri presidenti della Turingia
Il Ministro presidente della Turingia (in tedesco: Thüringer Ministerpräsident), ufficialmente Ministro presidente dello Stato libero di Turingia (Ministerpräsident des Freistaats Thüringen) è il capo del governo del Land tedesco della Turingia

## Elenco
| Immagine | Ministro presidente (nascita-morte) | Partito                                  | Mandato                           |
| -------- | ----------------------------------- | ---------------------------------------- | --------------------------------- |
|          | Josef Duchač (1938)                 | Unione Cristiano-Democratica di Germania | 8 novembre 1990 – 5 febbraio 1992 |
|          | Bernhard Vogel (1932)               | Unione Cristiano-Democratica di Germania | 5 febbraio 1992 – 5 giugno 2003   |
|          | Dieter Althaus (1958)               | Unione Cristiano-Democratica di Germania | 5 giugno 2003 – 30 ottobre 2009   |
|          | Christine Lieberknecht (1958)       | Unione Cristiano-Democratica di Germania | 30 ottobre 2009 – 5 dicembre 2014 |
|          | Bodo Ramelow (1956)                 | Die Linke                                | 5 dicembre 2014 – 5 febbraio 2020 |
|          | Thomas Kemmerich (1965)             | Partito Liberale Democratico             | 5 febbraio 2020 – 4 marzo 2020    |
|          | Bodo Ramelow (1956)                 | Die Linke                                | 4 marzo 2020 – 12 dicembre 2024   |
|          | Mario Voigt (1977)                  | Unione Cristiano-Democratica di Germania | 12 dicembre 2024 - in carica      |